# Pylojacquesidae
Pylojacquesidae é uma pequena família de caranguejos-eremita (Paguroidea) que inclui apenas duas espécies conhecidas, cada qual incluída no seu género. A família foi erigida em 2001, quando dois espécimes da coleção do Museum für Naturkunde ("Museu de História Natural") da Humboldt-Universität zu Berlin ("Universidade Humboldt de Berlim") foram reconhecidos como morfologicamente muito distintos das espécies descritas para a infraordem Anomura, particularmente por apresentarem mandíbulas quitinosas e com dentes.

## Géneros e espécies
Os dois géneros incluídos na família Pylojacquesidae são Pylojacquesia e Lemaitreopsis, ambos actualmente considerados como monotípicos, pois apenas se conhece uma espécie em cada um. As espécies conhecidas são:
- Pylojacquesia colemani, descrita em 2001[3] com base em dois espécimes descobertos nas colecções do Museum für Naturkunde ("Museu de História Natural") da Humboldt-Universität zu Berlin. Os espécimes tinham sido colectados em 1875 pelo S.M.S. Gazelle na posição 26° 51,1′ S, 153° 29,6′ L no Mar de Coral, ao largo de Brisbane, Austrália. A espécie habita os tubos secretados por vermes serpulídeos do género Protula (Annelida: Serpulidae) em zonas arenosas dos fundos da plataforma continental.[2] O epíteto específico comemora Charles Oliver Coleman, curador da coleção de Crustacea no Museum für Naturkunde.[3]
- Lemaitreopsis holmi, descrita em 2007 com base num único espécime fêmea colectado a 20 de Setembro de 1986, na posição 22° 40,39′ S, 167° 41,39′ L, próximo da ilha dos Pinheiros, Nova Caledónia.[4] O nome genérico Lemaitreopsis comemora Rafael Lemaitre, da Smithsonian Institution, enquanto o epíteto específico lembra o malacologista George P. Holm.[4] O holotipo está albergado no Muséum national d'histoire naturelle ("Museu Nacional de História Natural") em Paris.[4]